# Пројекат Ново лице Ћеле-куле
Пројекат Ново лице Ћеле-куле, назван по споменику Ћеле-кула у Нишу, је пројекат који је покренуло Друштво за академски развој 2023. године са циљем да се први пут у историји ураде:
- антрополошка анализа свих узиданих лобања у Ћеле-кули
- реконструкција лица свих узиданих лобања у Ћеле-кули
- дигитализација свих узиданих лобања у Ћеле-кули

## Идеја за пројекат
На идеју за покретање пројекта дошли су Милан Симоновић, политиколог и један од оснивача Друштва за академски развој и др Наташа Шаркић, доктор физичке антропологије крајем 2022. године када су започели рад на осмишљавању пројектних активности.
Наташа је годинама желела да уради антрополошку анализу свих узиданих лобања, док се Милан запитао да ли је неко некада радио реконструкцију лица људи у Ћеле-кули. Ступили су у контакт и заједно су осмислили пројекат Ново лице Ћеле-куле.
Четири километра од центра Ниша налази се Ћеле-кула (кула од лобања), коју су након Битке на Чегру (1809. године), Османлије изградиле од лобања погинулих ратника. Битку је предводио ресавски војвода Стеван Синђелић, који је у њој и изгубио живот. Кула је сазидана од 952 лобање, а до данас је остало свега више од 50. Ћеле-кула има статус споменика културе од изузетног значаја за Републику Србију.

## Пројектни тим
Пројекат Ново лице Ћеле-куле окупља научнике и појединце из различитих, али међусобно компатибилних сфера науке и вештина, чиме је пројекат прави интердисциплинарни подухват. Осим тога, део чланова живи и ради у иностранству.
- Наташа Шаркић, доктор физичке антропологије - оснивачица и директорка фирме „Aita Bioarcheaology“ (Барселона, Шпанија) која се бави физичком антропологијом и едукацијом;
- Фабио Кавали, доктор радиологије - професор на Медицинском факултету у Трсту, који се већ 15 година бави дигиталном реконструкцијом лица у форензичком контексту (у циљу идентификовања лешева), а ову методологију је истовремено примењивао на бројне археолошке случајеве;
- Дарко Ковачевић, поморски археолог - један од оснивача Лабораторије за поморску археологију на Универзитету Црне Горе, фокусиран на развој и спровођење различитих политика везаних за подводну културну баштину;
- Милан Симоновић, политиколог и истраживач, један од оснивача Друштва за академски развој и оснивач портала Вечност, посвећеног истраживању гробаља у Србији;
- Алиса Коцкар, мастер међународних односа, једна од оснивачица Друштва за академски развој и председница Управног одбора, посвећена људским правима, правима мањина, дипломатији и политици;
- Мирјана Варничић, мастер историчар, чланица Друштва за академски развој и уредник портала Култура на ДАР, професорка историје у основним и средњим школама

## Финансирање
Пројекат Ново лице Ћеле-куле је финансиран путем донација грађана. Кампања за финансирање пројекта покренута је путем платформе за групно финансирање непрофитних пројеката електронским путем Donacije.rs, коју држи Фондација Каталист Балканс (Catalyst Balkans). Циљ је био да се прикупи 870.000 динара, а за 45 дана кампање, захваљујући донацијама 153 донатора прикупљено је укупно 956.915 динара, односно 110% средстава.
Друштво за академски развој је учествовало на конкурсу за финансирање или суфинансирање пројеката из области заштите и дигитализације културног наслеђа у Републици Србији у 2024. години, које је расписало Министарство културе Републике Србије, са циљем добијања средстава за израду виртуелног модела Ћеле-куле са реконструисаним лицима и пропратним садржајем, али пројекат није изабран.

## Сарадња
Пројекат Ново лице Ћеле-кула су путем званичних меморандума о сарадњи са Друштвом за академски развој подржали:
- Народни музеј у Нишу
- Републички завод за заштиту споменика културе - Београд

Поред наведених институција пројекат је медијски подржан од стране:
- Све о археологији - једини археолошки портал у региону који се бави археолошким темама, вестима и занимљивостима из археологије

## Фазе пројекта и резултати
Прва фаза пројекта реализована је од 24. до 29. септембра 2023. године. Стручни тим пројекта успешно је скенирао и дигитализовао свих 57 узиданих лобања у Ћеле-кули, као и лобању ресавског војводе Стевана Синђелића која је једина лобања ван самог споменика. На скенирање и антрополошку анализу на терену утрошено је више од 40 радних сати. Први резултати антрополошке анализе указују да међу Чегарским јунацима има јако младих мушкараца, тј. дечака од око 15-16 година.
Друга фаза пројекта која укључује добијање коначних резултата антрополошке анализе је скоро при крају. Најављено је да ће представљање резултата антрополошке анализе свих лобања бити организовано 4. јуна 2024. године у Галерији Синагога у Нишу са почетком у 13 часова. Презентацију организују Народни музеј у Нишу као домаћин и Друштво за академски развој из Београда као власник пројекта.

### Чланци у медијима
- Радио Београд 2: Ново лице Ћеле куле - прва фаза реализације пројекта
- Sve o arheologiji: Započet je rad na projektu “Novo lice Ćele kule“
- Euronews: Novo lice Ćele-kule: Naučno istraživanje otkriva kako su izgledali čegarski junaci
- N1 info: Počinje rad na projektu „Novo lice Ćele kule“
- Otkriće: Da li će Ćele kula dobiti novo lice?
- Политика: „Ново лице Ћеле-куле” откриће како су изгледали јунаци са Чегра
- Nova.rs: Uskoro ćemo saznati ko su ljudi čije lobanje se nalaze u Ćele kuli
- Политика: Обновљена Ћеле-кула
- Blic: Konačno ćemo saznati kako IZGLEDAJU LICA UZIDANIH U ĆELE KULU: Tim naučnika radi na rekonstrukciji lobanja poginulih boraca iz Prvog srpskog ustanka
- Новости: ПРОЈЕКАТ ОД ИСТОРИЈСКОГ ЗНАЧАЈА: Ускоро ће се знати лица свих лобања на Ћеле-кули

### Видео и аудио прилози
- YouTube: Ново лице Ћеле-куле | Novo lice Ćele-kule
- YouTube: Н1: Ново лице Ћеле-куле | N1: Novo lice Ćele-kule
- YouTube: Радио Београд 1: Ново лице Ћеле-куле | Radio Beograd 1: Novo lice Ćele-kule
- YouTube: Eureka 105 - Novo lice Ćele-kule
- Kava & Rakija Podkast Nataša Šarkić „Razotkrivanje Prošlosti: Novo Lice Ćele-kule“
- Радио Глас: У емисији Мој град о истраживањима у Ћеле-кули и културним дешавањима у Нишу
- DW: Lobanje Ćele-kule dobijaju lica
- Belami: [VIDEO] U objektu Ćele kula u Nišu u toku je prva faza projekta „Novo lice Ćele kule“